# Бырдени
Бырдени (болг. Бърдени) — село в Болгарии. Находится в Габровской области, входит в общину Трявна. Население составляет 2 человека.

## Политическая ситуация
Бырдени подчиняется непосредственно общине и не имеет своего кмета.
Кмет (мэр) общины Трявна — Драгомир Иванов Николов (независимый) по результатам выборов.